# Stazione di Bühler
La stazione di Bühler (in tedesco Bahnhof Bühler) è una stazione ferroviaria nel comune svizzero di Bühler sulla linea San Gallo-Gais-Appenzello, facente parte della ferrovia Appenzello-San Gallo-Trogen.

## Storia
La stazione fu attivata il 1º ottobre 1889, in occasione dell'apertura della tratta San Gallo-Gais della ferrovia San Gallo-Gais-Appenzello.

## Strutture e impianti
La stazione dispone di due binari dotati di marciapiede per il servizio passeggeri. È dotata di un fabbricato viaggiatori a due piani.

## Movimento
La stazione è servita da treni a cadenza semioraria sulla relazione Appenzello - Trogen (linea S21 della rete celere di San Gallo), da 2 treni giornalieri per Gais (linea S22 della rete celere di San Gallo) e da alcuni treni nelle ore di punta sulla relazione Appenzello - Trogen (linea S20 della rete celere di San Gallo).

## Servizi
Nella stazione sono presenti:
- Sala d'attesa[2]
- Biglietteria[5]

## Interscambi
- Fermata autobus (tra cui la linea notturna B21)[6]